# اتحاد بافيا لكرة القدم
اتحاد بافيا لكرة القدم (بالإيطالية: Football Club Pavia 1911 Società Sportiva Dilettantistica)‏ هو نادي كرة قدم إيطالي تأسس في 1911 ، يقع مقره الرئيسي في بافيا، ويلعب في ليغا برو بريما ديفيزيوني ‏.

## وصلات خارجية
- الموقع الرسمي